# Het Pad der Dolken
Het Pad der Dolken is het achtste deel in de epische fantasyserie Het Rad des Tijds van de Amerikaanse schrijver Robert Jordan. Het werd voor het eerst gepubliceerd in 1998.
De serie verhaalt over vijf jonge mensen uit het vredige dorp Emondsveld die het middelpunt worden van een vernietigende reeks gebeurtenissen die de wereld veranderen.

## Inhoud
Rhand Altor, De Herrezen Draak, heeft net Illian veroverd en richt zich nu op de Seanchanen die in een massale stormloop Tarabon, Amadicia en zuidelijk Altara (onder andere de hoofdstad Ebo Dar) ingenomen als onderdeel van de Corenne, de Terugkeer.
Hij verzamelt hiervoor een leger van zesduizend man, samen met Asha'man en de Saldeaanse veldmaarschalk Davram Bashere. Met Saidin Reist dit leger naar Altara.
Na enkele gevechten tegen groepen Seanchanen wordt het menens wanneer Rhand tegenover een leger van meer als 50.000 Seanchanen komt te staan, met vele Damane en Sul'dam.
Rhand besluit Callandor te gebruiken, maar dit gaat drastisch mis wanneer Rhand de controle over Saidin verliest, tijdelijk krankzinnig wordt, en beide legers zulke zware schade toebrengt dat er zich een wapenstilstand ontwikkeld.
Egwene Alveren heeft eindelijk een losse controle over de Aes Sedai in Salidar ontwikkeld, en weet hen eindelijk te bewegen op te trekken naar Tar Valon voor de oorlog.
Ze trekken snel weg uit Altara omdat de Seanchanen daar geland zijn en Rhand er oorlog voert, en betreden Morland waarna ze oprukken richting de grens van Andor.
Hier verspert een Andoraans leger haar echter de weg, maar met veel politieke druk weet Egwene een veldslag tussen beide legers te voorkomen. Ze slaagt erin de Zaal opzij te schuiven en het volledige leiderschap over de oorlog tegen Elaida te krijgen. Ze Reizen verder naar Tar Valon.
Perijn Aybara is met een leger in Geldan in opdracht van Rhand, om de krankzinnige Masema, alias "Profeet van de Herrezen Draak", op te pakken.
Masema heeft met een leger van duizenden Draakgezworenen grote delen van Geldan en Noord-Amadicia onder controle, en oefent een waar schrikbewind uit met vele moorden.
Onderweg stoot Perijn op Morgase Trakand in haar schuilnaam Maighdin. Faile Bashere neemt haar aan als kamermeisje.
Perijns oude vriend en Wolfbroeder Elyas Machara vindt hen en sluit bij hen aan. De Geldaanse koningin Alliandre hoort van zijn zoektocht en zweert Perijn trouw in ruil voor bescherming tegen de Profeet.
De Shaido Aiel zijn opgedoken in Geldan en moorden en steken woningen in brand.
Tijdens onderhandelingen met Masema nemen de Shaido Aiel Perijns vrouw Faile, Morgase en Alliandre gevangen.
Nynaeve Almaeren en Elayne Trakand weten via de Schaal der Winden de onnatuurlijke hitte die de Duistere over de landen stuurt te breken. Wanneer Ebo Dar wordt aangevallen door de Seanchanen, vluchten ze door een Poort weg naar Andor, waar Elayne koningin zal worden. In de verdere tocht naar Caemlin loopt het gespannen tussen de Aes Sedai, Kinsvrouwen en het Zeevolk. Uiteindelijk worden Ispan en Adeleas vermoord. Toch trekt ze verder en komt ze aan in het paleis van Caemlin
Elayne merkt echter al snel dat ze nog veel zal moeten doen om de troon te winnen, aangezien er vele tegen haar zijn.
Elaida stuurde 50 zusters uit de Witte Toren eropuit om alle Geleiders uit de Zwarte Toren te stillen en ter plekke te doden. Dit draait echter anders uit. Het gezelschap wordt opgemerkt door de Asha'man, zij nemen hen gevangen en binden de Aes Sedai als Zwaardhand.
Graendal wordt door Moghedien en Cydane opgeroepen om naar Nae'blis Moridin te gaan. Maar Graendal weigert eerst. Tot ze door de grote Myrddraal Shaidar Harran wordt gedwongen.
Terug in het Zonnepaleis in Cairhien komt Rhand de voorwaarden van zijn overeenkomst met het Zeevolk te weten. Later die dag wordt Rhand aangevallen door de Dashiva en nog enkele Asha'man. Rhand wordt krankzinnig en trekt met Min op de vlucht.
Het Oog van de Wereld · De Grote Jacht · De Herrezen Draak · De Komst van de Schaduw · Vuur uit de Hemel · Heer van Chaos · Een Kroon van Zwaarden · Het Pad der Dolken · Hart van de Winter · Viersprong van de Schemer · Mes van Dromen · De Naderende Storm · De Torens van Middernacht · Het Licht van Weleer — 
Prequel: Een Nieuw Begin